# Puch bei Weiz
Puch bei Weiz  är en ort och kommun i distriktet Weiz i förbundslandet Steiermark i Österrike. Kommunen ligger i östra Steiermark, ungefär 25 km öster om Graz.
Även kallat Apfeldorf, "äppelbyn" eftersom stora ytor är täckta av äppelträd. I kommunen finns 600 hektar äppelodlingar.
Kommunen består av sex orter (Ortschaften) (inom parentes invånarantal 1 januari 2024):
- Elz (381)
- Harl (379)
- Höfling (106)
- Klettendorf (213)
- Perndorf (335)
- Puch bei Weiz (621)